# The Longest Johns
The Longest Johns — британская фолк-группа из города Бристоль, Англия. Участники группы — Энди Йейтс, Джонатан «Джей Ди» Дарли и Робби Саттин — известны тем, что исполняют фолк-музыку и шанти в английских традициях, а также сочиняют и записывают собственную музыку. Они приобрели популярность благодаря исполнению народной песни 1860-х годов Wellerman, которая стала вирусной в TikTok в начале 2021 года.
Группа выпустила свой дебютный мини-альбом «Bones in the Ocean» в 2013 году, заглавный трек которого до сих пор является одним из их самых популярных. Первый полноценный альбом «Written in Salt» был выпущен в 2016 году и включает такие треки, как Drunken Sailor, Old Maui и Randy Dandy-O.
В июне 2018 года группа выпустила свой второй альбом «Between Wind & Water», в который вошла песня Wellerman, ставшая вирусной в TikTok в начале 2021 года.
В январе 2021 года группа подписала контракт с британским лейблом Decca Records и United Talent Agency. Год спустя группа выпустила свой первый альбом с Decca Records под названием Smoke & Oakum.

## Карьера
Группа The Longest Johns образовалась в июне 2012 года после того, как её участники впервые вместе спели на барбекю у друга. Первоначальный состав группы включал Джоша Боукера, Энди Йейтса, Джонатана Дарли и Дэйва Робинсона. Примерно через неделю они выложили на YouTube свое первое видео с песней «Haul Away Joe».
Первый мини-альбом Bones in the Ocean состоял полностью из оригинальных песен и был выпущен 27 мая 2013 года. Чуть позже, 2 декабря 2013 года, группа выпустила свой второй мини-альбом Christmas at Sea.
В 2015 году участник группы Джош Боукер не смог выступить на Международном фестивале шанти в Фалмуте из-за рождения дочери. Робби Саттин присоединился в качестве замены, и позже официально стал участником группы.
Группа выпустила свой первый полноформатный альбом Written in Salt 18 июня 2016 года. После релиза на фоне растущей популярности Джош Боукер покинул группу, чтобы сосредоточиться на своем бизнесе. 
В ноябре 2017 года группа объявила, что Анна Корниш, которая ранее пела с ними, станет первой женщиной-участницей группы.
В апреле 2016 года группа приступила к записи второго студийного альбома. Альбом был назван«Between Wind and Water» и выпущен 19 июня 2018 года
В октябре 2019 года группа объявила, что Анна Корниш покидает группу, чтобы сосредоточиться на другой своей группе — The Norfolk Broads.
10 июня 2020 года группа выпустила свой третий студийный альбом Cures What Ails Ya.
В июне 2021 года группа записала свой четвёртый студийный альбом, который был выпущен под названием Smoke & Oakum 21 января 2022 года.
1 мая 2023 года группа объявила об уходе Дэйва Робинсона, одного из основателей.

## Записи
Группа выпустила четыре альбома и несколько мини-альбомов: Bones in the Ocean (2013 г.), Written in Salt (2016 г.), Between Wind and Water (2018 г.), Cures What Ails Ya (2020 г.) и Smoke & Oakum (2022 г.).
«Between Wind and Water» был выпущен группой 19 июня 2018 года на Bandcamp . В альбом вошли 15 треков с традиционными песнями и оригинальными композициями.
Cures What Ails Ya был выпущен группой в 2020 году и включает в себя смесь традиционных песен и собственных композиций. В обзоре Майк Дэвис заявил, что группа придерживается «непочтительного и игривого подхода к традициям». Песни «Got No Beard» и «Hoist up the Thing» носят юмористический характер. Их оригинальная песня «Fire and Flame» рассказывает историю взрыва в Галифаксе, морской катастрофы 1917 года.
В 2021 году группа выпустила Land Shanties в сотрудничестве с Suzuki, который был описан как «концептуальный альбом, запечатлевший все веселье и приключения в открытом море на шоссе, рассказывающий о стремлении одного героя купить миндальное молоко для своей возлюбленной» .
Группа сотрудничала с панк-группой Skinny Lister в работе над синглом 2021 года «Damn the Amsterdam».

## Тренд TikTok
The Longest Johns обрели известность после того, как видео с шанти стали вирусными вTikTok. Тренд начался ещё в августе 2019 года, когда The Longest Johns выпустили на YouTube видео песню «Wellerman». Видео было распространено на многих онлайн-платформах, включая Reddit, iFunny и Tumblr, и набрало много миллионов просмотров. Затем песня нашла множество поклонников в TikTok, и многие пользователи создавали мемы и популяризировали песню на платформе. Во многом успех песни был приписан шотландскому музыканту и пользователю TikTok Натану Эвансу.
После популярности тренда миллионы людей открыли для себя песню «Wellerman» группы The Longest Johns, первоначально выпущенную в альбоме 2018 года Between Wind and Water. Песня транслировалась на Spotify более 58 миллионов раз (по состоянию на 11 марта 2023 года).

## Дискография

### Студийные альбомы
| Название                                | Подробности                                                                              |
| --------------------------------------- | ---------------------------------------------------------------------------------------- |
| Written in Salt                         | - Релиз: 17 июня 2016 г. - Выпущен самостоятельно - Формат: цифровая загрузка, CD        |
| Between Wind and Water                  | - Релиз: 7 июня 2018 г. - Выпущен самостоятельно - Формат: цифровая загрузка, CD, винил  |
| Cures What Ails Ya                      | - Релиз: 10 июня 2020 г. - Выпущен самостоятельно - Формат: цифровая загрузка, CD, винил |
| Land Shanties                           | - Релиз: 1 сентября 2021 г. - Выпущен самостоятельно - Формат: цифровая загрузка         |
| Commodore 1864                          | - Релиз: 7 декабря 2021 г. - Выпущен самостоятельно - Формат: цифровой, кассета          |
| Smoke & Oakum                           | - Релиз: 28 января 2022 г. - Лейбл: Decca Records - Формат: цифровой, CD, винил, кассета |
| Made of Ale Sessions                    | - Релиз: 15 октября 2022 г. - Выпущен самостоятельно - Формат: цифровой                  |
| The Longest Pony (with El Pony Pisador) | - Релиз: 21 марта 2023 г.                                                                |

### Мини-альбомы
| Название           | Подробности                                                                |
| ------------------ | -------------------------------------------------------------------------- |
| Bones in the Ocean | - Релиз: 27 мая 2013 г. - Выпущен самостоятельно - Формат: цифровой, CD    |
| Christmas at Sea   | - Релиз: 2 декабря 2013 г. - Выпущен самостоятельно - Формат: цифровой, CD |
| Santiano           | - Релиз: 22 апреля 2021 г. - Лейбл: Decca Records - Формат: цифровой       |

### Синглы
| Название                              | Год  | Альбом                 |
| ------------------------------------- | ---- | ---------------------- |
| Drunken Sailor                        | 2013 | Written in Salt        |
| Christmas at Sea                      | 2013 | Одиночные синглы       |
| Fairytale of New York                 | 2019 | Одиночные синглы       |
| (See You All) When Lockdown Ends      | 2020 | Одиночные синглы       |
| Wellerman                             | 2021 | Between Wind and Water |
| Hard Times Come Again No More         | 2021 | Smoke & Oakum          |
| The Mary Ellen Carter                 | 2021 | Smoke & Oakum          |
| The Workers Song (feat. Seth Lakeman) | 2021 | Smoke & Oakum          |
| Hog Eye Man                           | 2022 | Smoke & Oakum          |